# Victoire aérienne
Une victoire aérienne est une action militaire consistant à abattre un aéronef ennemi en vol. Un avion civil abattu en vol n'est pas considéré comme tel.
Les aéronefs peuvent être de tout type : ballons, dirigeables, avions, planeurs et hélicoptères constituent ou ont constitué autant de cibles potentielles au cours de l'histoire de la guerre aérienne.

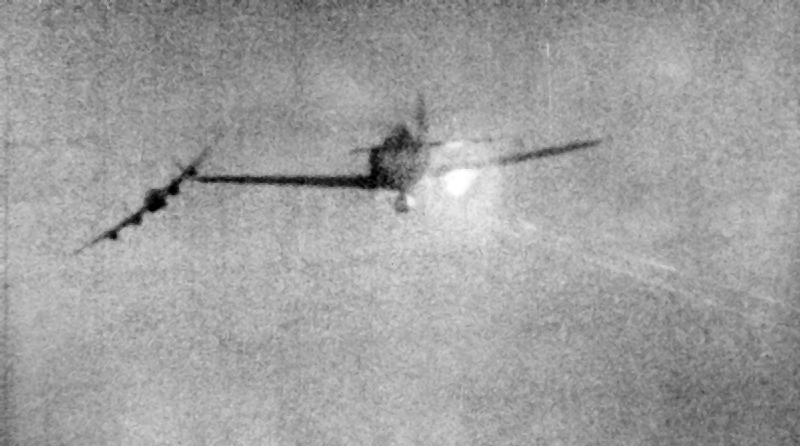
Un Focke-Wulf Fw 190D touché par le tir d'un P-51 Mustang de la RAF alors qu'il se préparait à attaquer un bombardier Avro Lancaster au-dessus de l'Allemagne (octobre 1944).

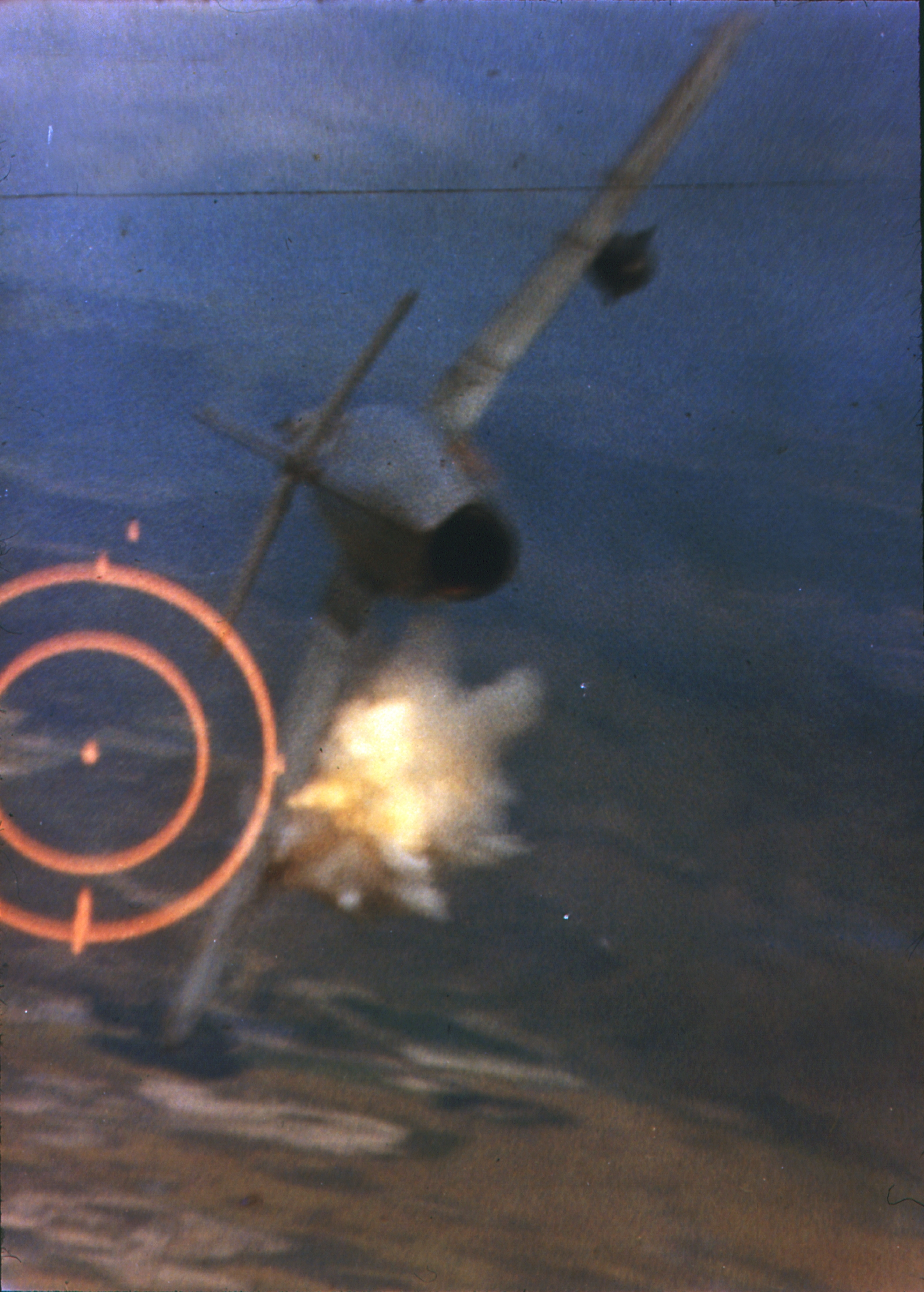
Un MiG-17 de l'aviation nord-vietnamienne touché par les obus tiré par le canon M61 Vulcan d'un F-105D du 388th Fighter Wing de l'USAF.

## Généralité

### Définition
Le plus souvent, une victoire aérienne découle d'un combat aérien entre deux avions ou plus. Le nombre d'adversaires abattus en combat aérien reste un paramètre important au cours d'un conflit. Il permet notamment aux pilotes concernés de monter en grade et d'acquérir des décorations. Mis en avant de la scène, ces aviateurs servent à la propagande de leurs pays comme le célèbre Manfred von Richthofen. Enfin, il permet à l'état-major de se fixer une idée sur le matériel restant de l'ennemi.
Un aéronef est détruit le plus souvent par l’armement de son adversaire : aux tirs de carabine se succède très vite ceux des mitrailleuses et des canons ; puis viennent les roquettes puis les missiles. Plusieurs aviateurs remportèrent également des victoires en percutant volontairement l’ennemi : on parle alors d’abordage volontaire ou taran ou encore d’action Kamikaze,.
Un appareil capturé, c’est-à-dire forcé à se poser en territoire ennemi, constitue également une victoire aérienne. Ainsi, l’as français René Fonck obtint sa première victoire aérienne officielle de cette manière,. En théorie donc, une victoire peut s'obtenir sans faire l'usage d'arme à feu. Chose plus rare, quelques pilotes furent couronnés de succès en amenant simplement un appareil ennemi à s'écraser au sol ou en amenant deux à se percuter en vol, comme ce fut le cas pour Chuck Yeager le 12 octobre 1944.

### Historique

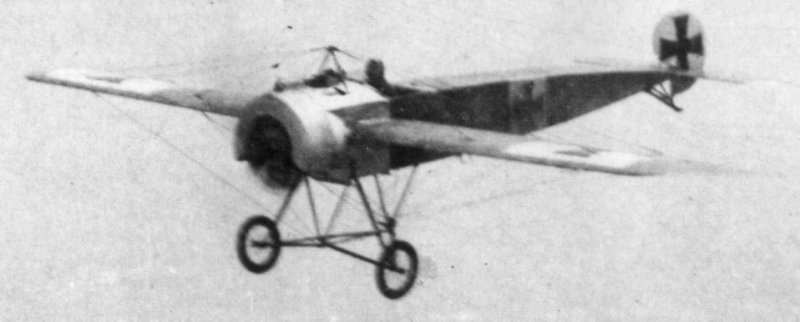
Un Fokker Eindecker ; c'est sur ce type d'appareil que s'illustra l'as allemand Max Immelmann.

L'aviation militaire fut utilisée pour la première fois en 1914 et à cette époque, les combats aériens sont encore rares. La première victoire fut remportée le 5 octobre de cette année par le duo français Joseph Frantz et Louis Quenault. Les choses s'accélèrent en 1915 puis surtout en 1916, quand sont désignés les premiers as par les communiqués des armées (5 victoires aériennes). Mais le combat aérien est alors une nouvelle forme de combat avec des protagonistes en guerre les uns contre les autres. Chaque pays élabore donc ses propres règles, ce qui rend d'autant plus difficiles toutes comparaisons précises entre les scores des pilotes de chaque nation.

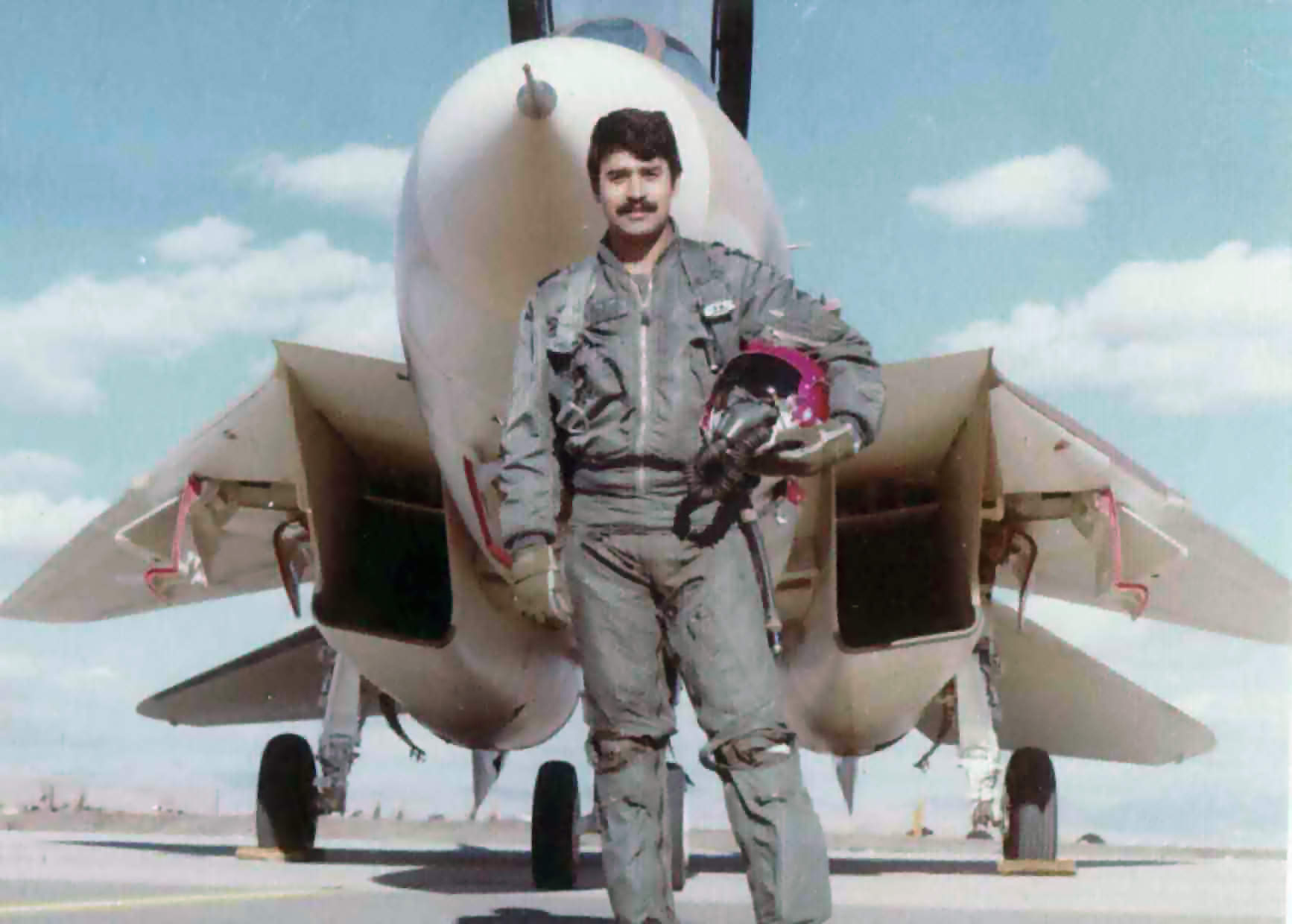
L'as iranien Jalil Zandi est crédité de 11 victoires sur Grumman F-14 Tomcat pendant la guerre Iran-Irak.

La guerre civile espagnole, la guerre sino-japonaise, la Guerre d'hiver virent également de nombreux combats aériens et précédèrent la Seconde Guerre mondiale où eut lieu sans conteste le plus grand nombre de victoires aériennes de toute l’histoire de l'aviation militaire. Là encore, les différents pays avaient des critères d'homologations différents surtout en ce qui concerne les victoires partagées.
En 1944 apparaissent les premiers appareils à réaction qui supplanteront plus tard les avions à hélices. Dans les années 1950 à 70, la guerre de Corée et celle du Vietnam vit des combats entre jet et l'utilisation d'hélicoptères. Parallèlement à la même époque éclataient les guerres indo-pakistanaises et surtout les différents conflits israélo-arabes où un grand nombre de victoires furent obtenues notamment par les forces aériennes de Tsahal. D'autres combats aériens eurent lieu plus tard dans les années 1980-90 pendant la guerre Iran-Irak, la guerre des Falklands, la première guerre du Golfe et le conflit des Balkans. Les technologies comme le radar et les caméras embarquées permirent de confirmer de façon plus fiable les différentes victoires mais pas toujours.
De nos jours, la neutralisation des bases aériennes ennemies demeure souvent la priorité ce qui limite d'autant plus les possibilités de victoires aériennes. Si le combat aérien reste le rôle prioritaire d'un avion de chasse, celui-ci sera de plus en plus amené à être utilisé comme avion multirôle.

## Les différents systèmes d'homologation par pays

### Le système français

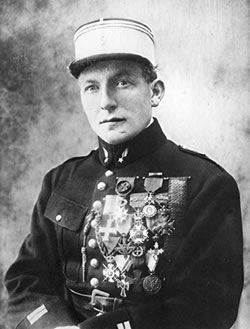
Le lieutenant Charles Nungesser, 40 victoires en solo, 3 partagées et 11 probables.

En 14-18, un pilote victorieux devait avoir plusieurs témoins au sol pour retrouver l'épave et confirmer que l'avion était bien détruit. Si ce dernier tombait dans les lignes ennemies sans témoin oculaire, la victoire n'était que probable. Ce système strict avait ses avantages et ses défauts. Certes, l'armée française pouvait comptabiliser les appareils ennemis abattus de façon certaine ; mais les aviateurs eux se retrouvaient avec des scores faussés. Ainsi, un pilote ayant abattu 40 adversaires de part et d'autre de la ligne de front n'en recevait l'homologation que de 20. Les observateurs mitrailleurs pouvaient également devenir des as au même titre que les pilotes.
Le système changea et s'assouplit grandement au cours de la Seconde Guerre mondiale, tout comme les autres nations belligérantes. Un témoin en vol suffisait à confirmer une victoire quel que soit l'endroit où tombait l'appareil ennemi détruit.
L'Armée de l'air française considère que tout pilote participant à une victoire aérienne se voit crédité d'une victoire à part entière. Ce système fut en vigueur au cours des deux guerres mondiales et faussa lui aussi grandement les statistiques, suivant que les pilotes tiraient seuls ou à plusieurs. Ainsi, Georges Guynemer remporta 53 victoires, dont 48 en solo et 5 en collaboration ; à l'inverse, Michel Coiffard fut crédité de 34 victoires, mais seulement 18 en solo, les 16 autres en collaboration.
Lors de la bataille de France, le 17 mai 1940, sept pilotes français du GC I/5 descendirent ensemble deux chasseurs ennemis, chaque pilote se voyant crédité d'une victoire. Si on applique ce même calcul pour tout le groupe au cours de cette campagne, on obtient 204 victoires aériennes confirmées pour seulement 84 appareils ennemis réellement abattus. À la fin de la campagne de France, plusieurs pilotes français furent donc crédités d'une dizaine de victoires aériennes, mais peu, voire aucune, individuelle. La même comptabilité fut utilisée par la suite pour les pilotes œuvrant pour Vichy, en Afrique du Nord et dans le régiment du Normandie-Niemen ; même système également durant la guerre d'Algérie. Pour les volontaires des FAFL dans la RAF en revanche, le comptage des victoires se faisait différemment (voir ci-dessous).

### Le système britannique, d'un extrême à l'autre
Comprendre par « britannique » tous les pays du Commonwealth : Angleterre, Irlande, Écosse, Pays de Galles, Canada, Australie, Afrique du Sud... Pendant la première guerre mondiale, tous les pilotes œuvrant pour ces nations étaient officiers, leurs actions se prouvaient donc sur leur seule bonne foi. Il n'y avait donc pas besoin de témoins pour confirmer une victoire.

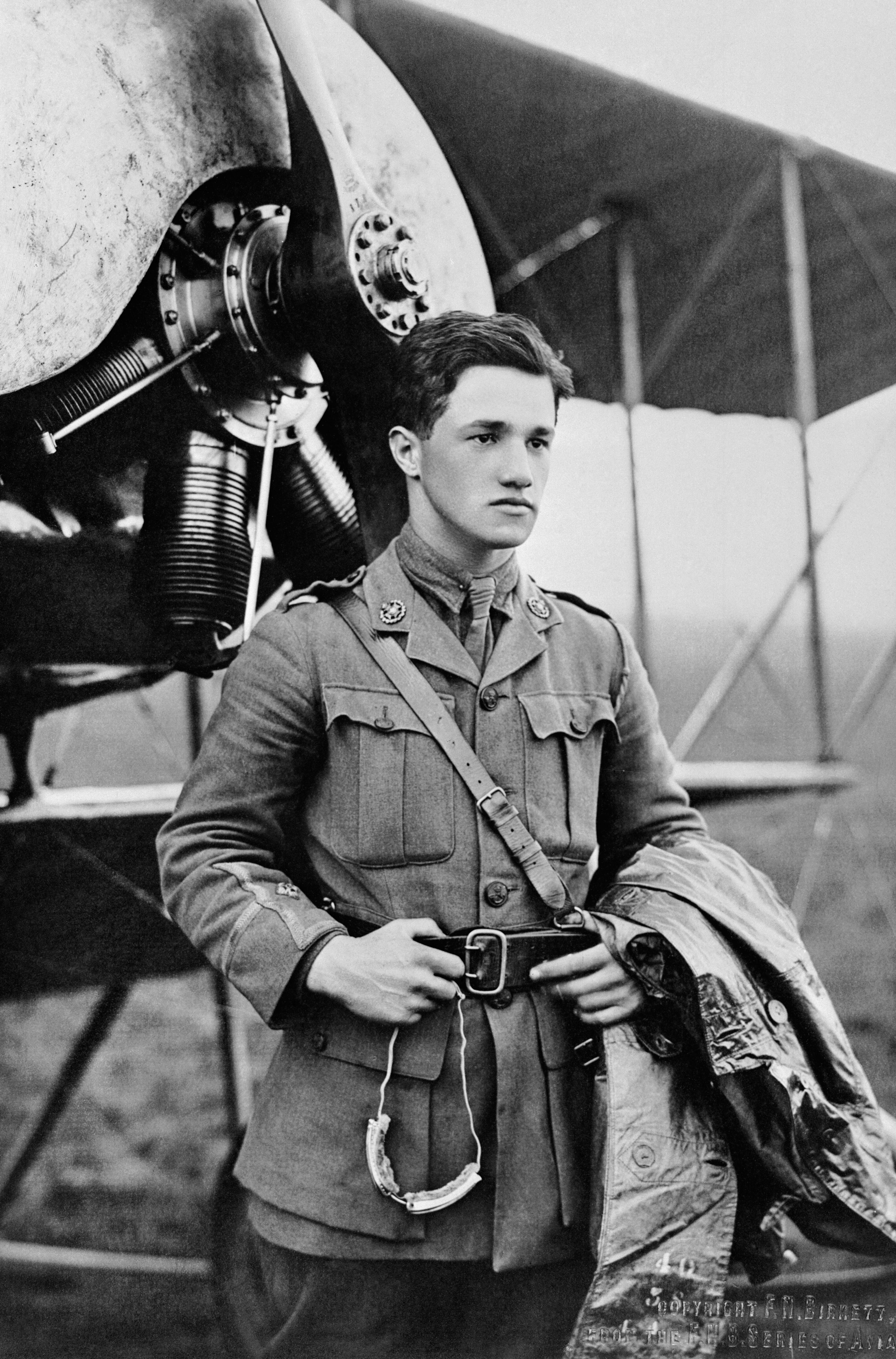
L'as britannique Albert Ball fut crédité de 44 victoires.

De ce fait, un ennemi fortement endommagé ou laissé simplement en vrille dans les nuages pouvait constituer une victoire aérienne. Un exemple frappant est celui du canadien William Bishop : le 2 juin 1917, l'as s'envole seul pour un aérodrome ennemi, détruit 3 avions en vol et d'autres au sol, un fait d'armes qui lui vaudra la Croix de Victoria ; si ces actions furent probables, elles ne seront en revanche jamais étayées par personne d'autre que son auteur. En 1917, le nombre de victoires notées « hors du contrôle » étaient tellement nombreuses que les Anglais durent limiter les victoires aux seul avions détruits, fortement endommagés ou capturés.
Dans les cas où plus d'un pilote était impliqué dans une victoire, les choses étaient encore moins simples. En fait et suivant les escadrons, une seule victoire partagée pouvait soit revenir à un seul pilote, soit, le plus souvent et comme en France, à tous les pilotes participant à la destruction de l'appareil ennemi.
Pendant la Seconde Guerre mondiale, tout change radicalement. Un ailier, un témoin au sol, une épave ou un film de combat sont nécessaires pour confirmer une victoire aérienne. Et encore parfois, le film passé sous l'œil d'experts, n'atteste pas systématiquement une confirmation. En fait, l'appareil ennemi touché peut être classifié en trois catégories : endommagé, probable ou  confirmé. Seul ce dernier est synonyme de victoire aérienne.
Pour les victoires partagées, la RAF divise cette fois les scores en fonction du nombre de pilotes ayant participé à la destruction de l'avion ennemi, puis les ajoute au score individuel.
À noter que les pilotes étrangers servant sous les couleurs de la RAF étaient soumis aux mêmes règles que leurs homologues britanniques. Par la suite, pour les pilotes français, l'armée de l'air rétablit les scores à ses pilotes en appliquant ses propres règles. Pierre Clostermann fut par exemple crédité de 23 victoires aériennes dans la RAF et 33 selon les règles françaises.
Bien que constituant des cibles volantes, les V-1 abattus en vol ne seront comptabilisés qu'à titre indicatif et non insérés dans le score final des pilotes,. Ceci du fait que ces victoires sur ses fusées croisant en ligne droite étaient faciles (bien que périlleuse si l'engin explosait !) notamment grâce à la vitesse du chasseur anglais Tempest. Le britannique Josef Berry, déjà titulaire de trois victoires, détruira au cours de l'été 1944 plus d'une cinquantaine de ces engins dont deux quintuplés et un septuplé au cours de mêmes journées.

### Le système américain, analogue aux britanniques

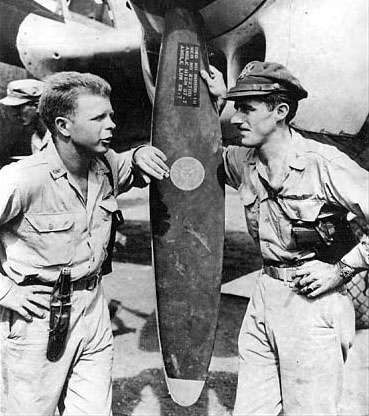
Les major Richard Bong (gauche) et Thomas McGuire (à droite) en 1944 ; ces deux as furent les plus titrés des États-Unis avec respectivement 40 et 38 victoires aériennes.

Pendant la guerre de 14-18, les pilotes américains volaient jusqu’à l'entrée des États-Unis dans la Première Guerre mondiale dans des escadrilles françaises et britanniques. L'homologation des victoires américaines se faisait donc sous les deux systèmes. La majorité des as de ce pays furent donc ceux qui volaient avec les Britanniques, système moins contraignant oblige. Le partage des victoires lui, était le même : deux vainqueurs sur un même avion équivalait à une victoire pour chacun. Un grand nombre de victoires furent donc homologués pour la destruction réelle d'avions et de ballons inférieures à la moitié de ce nombre.
En 1941, quand les États-Unis entrèrent à nouveau en guerre, le système était comparable à celui des Britanniques : témoin en vol ou au sol, cinémitrailleuse et victoires divisés par le nombre d'avions participant à l'attaque. L'as des as sur North American P-51 Mustang le major George Preddy fut par exemple crédité de vingt cinq victoires individuelles, trois demi victoires et un tiers de victoire, soit 25 + (3 x 0.5) + 0.33 = 26,83 victoires.
En 1944, James H. Doolittle offrit également le titre d'as à tout pilote américain qui parviendrait à détruire 5 appareils au sol, ceci afin d'encourager les pilotes à détruire la Luftwaffe partout où elle se trouvait. Mais peu s'y risquèrent toutefois en raison des risques encourus.
À noter que dans le Pacifique, les surévaluations et erreurs de revendications de victoire pouvait être monnaies courantes car les avions tombés en mer finissaient irrémédiablement par couler, ne laissant ni trace d’épave ou de fumée
Les Américains furent plus tard la nation occidentale qui utilisa le plus l'aviation à réaction après 1945, notamment durant la guerre de Corée et la guerre du Viêt Nam. Dans cette dernière, le principal chasseur de l'US Air Force et l'US Navy était le F-4 Phantom II, un avion en tandem composé d'un pilote et d'un opérateur arrière. Lors d'un succès en combat aérien, les deux membres d'équipage se voyaient tous deux crédités d'une victoire. On comprend alors vite que pour obtenir le nombre d'ennemis Viêt-Cong abattus, il faut compter le nombre d'appareils détruits et non simplement additionner les scores des pilotes.

### Le système belge, un système franco-britannique
Les appareils ennemis tombés en territoire ennemi par les troupes au sol alliées étaient comptabilisés. En revanche, ceux observés par les aviateurs alliés ne l'étaient pas. Un ennemi forcé à atterrir ou observé tombé hors de contrôle constituait une victoire aérienne. Et comme en France, les victoires partagées n'étaient pas divisées mais accordées à part entière.

### Le système austro-hongrois (1914-1918)
Chaque pilote qui contribuait de manière significative à abattre un ennemi était crédité d'une victoire, comme dans le système français. Et tout membre d'équipage, (pilote de chasse, de reconnaissance et observateurs-mitrailleur) pouvait contribuer à une victoire.

### Le système italien

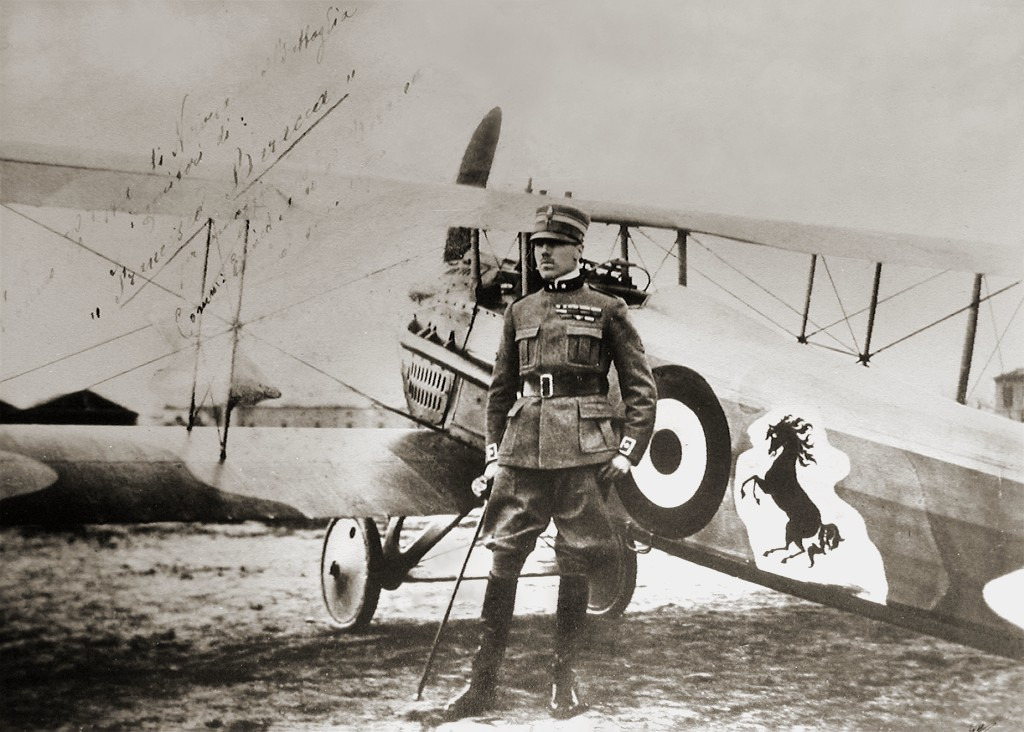
Francesco Baracca, as des as italien.

Durant la grande guerre, les appareils tombés en territoire tenu par les Italiens étaient comptabilisés comme victoire aérienne et pouvaient être confirmées par un aviateur allié d'une autre nation le cas échéant. Pour un appareil tombé au-delà mais à proximité de la ligne de front, deux témoins au sol étaient nécessaires à l'instar des observateurs dans les ballons ou des membres de l'artillerie.
Après la guerre, les autorités militaires italiennes vérifièrent les archives autrichiennes, ce pays étant le principal adversaire, dans les airs, des aviateurs italiens. Ceci permit d'affiner de façon plus précise l'authenticité des revendications des pilotes.
Comme en France, les pilotes ou mitrailleurs de queue recevaient chacun la totalité d'une victoire quand ils tiraient et descendaient le même adversaire. L'as italien le plus renommé, le capitaine Francesco Baracca fut crédité de 34 victoires confirmées (25 individuelles et 9 partagées avec d'autres pilotes). Ce système changea toutefois au cours de la Seconde Guerre mondiale où seules les victoires individuelles furent comptabilisées et non les succès obtenus en coopération. Ainsi le capitaine Franco Lucchini sera lui homologué de 22 victoires confirmées (plus...52 autres partagées !)

### Le système japonais

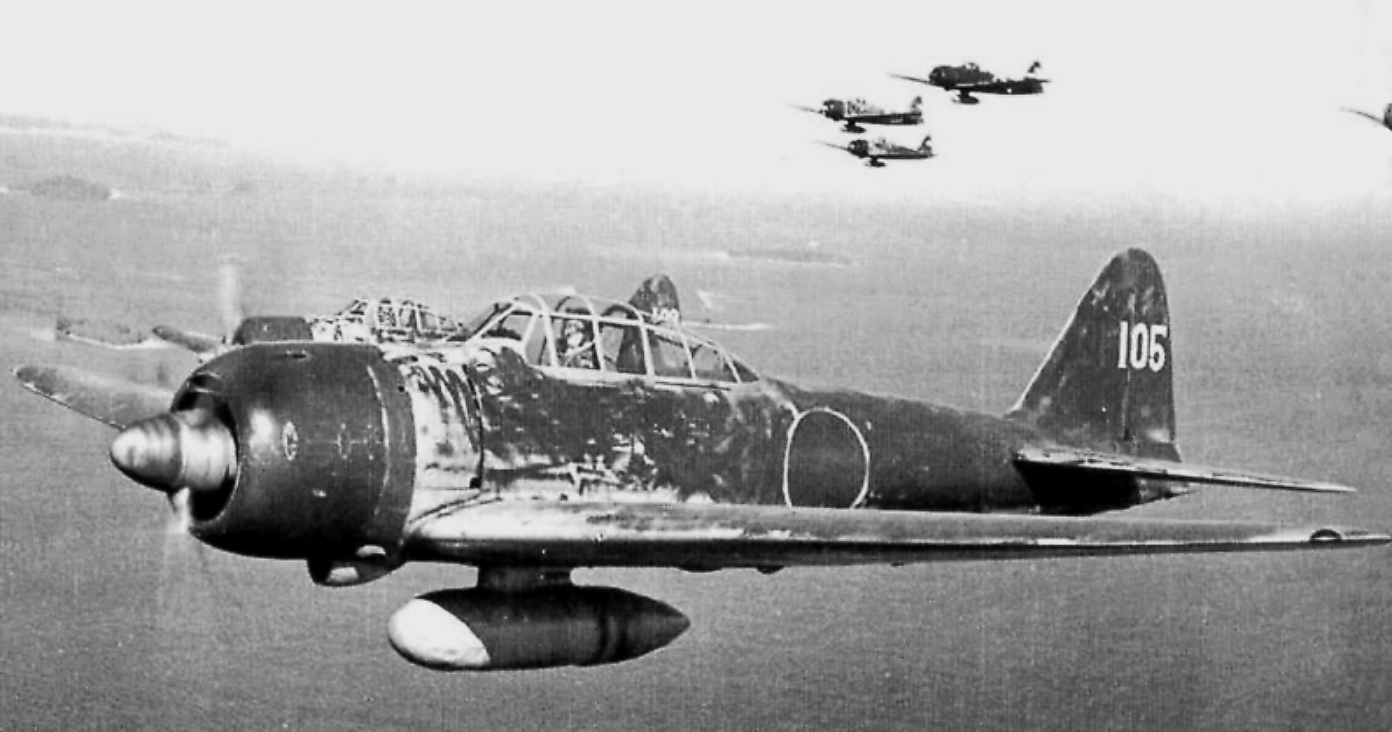
L'as des as japonais Hiroyoshi Nishizawa dans son A6M3 zéro du Kōkūtai, au-dessus des îles Salomon en mai 1943.

Le travail en équipe primait sur les scores individuels. Comme le système français, chaque aviateur qui touchait un seul et même appareil se voyait crédité d'une victoire à part entière. Il y avait également une grosse différence de traitement entre les sous-officiers et leurs supérieurs. Ainsi même un as confirmé comme Saburō Sakai ne terminera la guerre que sous-lieutenant. Leur palmarès comptait, mais ces aviateurs n'étaient pas autant mis au devant de la scène que dans les autres pays.
En 1943, la marine nippone ne décomptait même plus les victoires individuelles mais uniquement les actions de groupes. Il est donc historiquement très difficile, voire impossible de faire un comptage précis des scores. Ainsi l'as japonais Tetsuzō Iwamoto qui tenait  rigoureusement l'historique de ses missions à jour, revendiqua plus de 200 victoires (seules et partagées), mais les historiens ne lui en accordent que 80.
L'armement des chasseurs japonais pourrait également expliquer le fait que les japonais travaillaient souvent en groupe. Le célèbre A6M zéro était armé de deux mitrailleuses légères plus deux canons de 20 mm avec seulement 60 obus chacun. Son équivalent dans l'armée impériale, le Ki-43 Oscar n'était armé lui que de deux mitrailleuses lourdes et légères. Il n'était donc pas étonnant que face à un robuste F4F Wildcat ou encore un gros B-24, les pilotes nippons devaient s'y mettre à plusieurs pour abattre leurs adversaires américains.

### Le système allemand

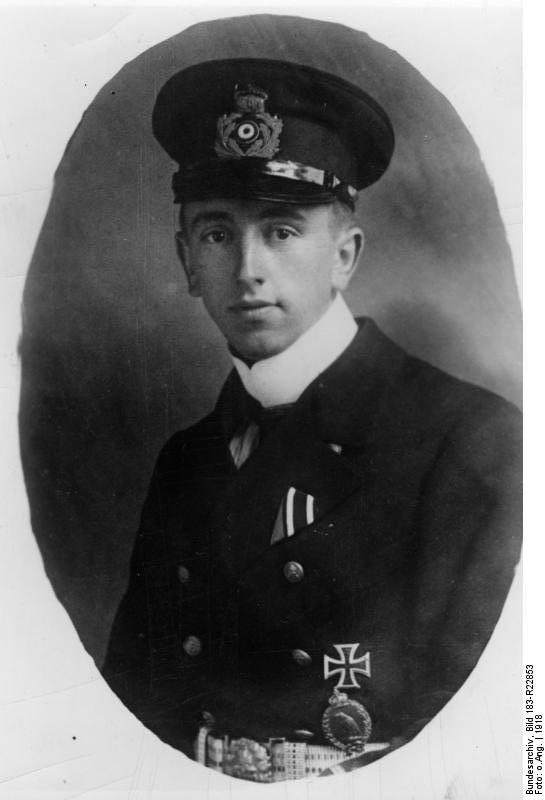
Theo Osterkamp combattra durant les deux guerres mondiales.

En 14-18 comme en France, un avion abattu de l'autre côté de la ligne de front n'était pas homologué.
Aussi, un pilote allemand n'hésitait pas à atterrir près de sa victime pour récupérer un morceau de débris et se faire ainsi homologuer sa victoire.[réf. nécessaire] Mais généralement, les combats avaient lieu à l'intérieur des lignes allemandes ce qui explique la grosse différence entre les scores non homologués français et ceux des Allemands. Chaque victoire devait également faire l'objet d'un rapport détaillé à l'état major.
Lorsque plusieurs pilotes tiraient et abattaient un seul et même appareil, c’est le pilote qui donnait le coup de grâce qui se voyait confirmer la victoire. Si deux pilotes ou plus ne parvenaient pas à se mettre d’accord sur le vainqueur, la victoire revenait au compte de l’escadrille. Une exception toutefois pour les avions d'observations où le pilote et l'observateur se voyaient tous deux crédités chacun de la même victoire. Un ballon détruit comptait également comme une victoire aérienne.
Pendant la guerre d’Espagne et la Seconde Guerre mondiale, les Allemands étaient tout aussi rigoureux sauf que là, un témoin pouvait suffire pour confirmer une victoire. L'Autriche étant annexée à l'Allemagne, les pilotes autrichiens étaient soumis au même régime que leurs homologues allemands.
Les scores énormes des pilotes de la Luftwaffe au cours de la Seconde Guerre mondiale (plus de 100 pilotes avec plus de 100 victoires) furent sujets à discussion chez les Alliés. Pourtant, le système germanique et les pertes énormes de l'aviation alliée (surtout russe) ne permettent aujourd'hui plus guère de doutes quant à la véracité de la plupart des victoires obtenues. De plus, la cinémitrailleuse fut peu utilisée dans la Luftwaffe et principalement dans un but instructif. Un pilote pouvait également attendre, formalité et bureaucratie oblige, six mois avant que l’état-major ne lui confirme un succès.

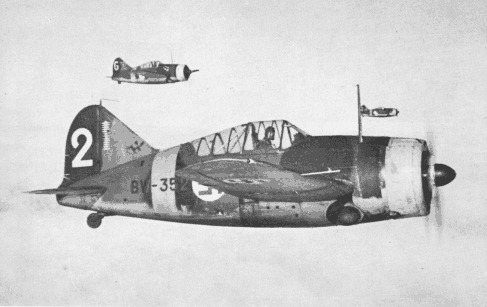
B-239 finlandais durant la guerre de continuation.

À partir de 1943 sur le front Ouest et durant la Défense du Reich, les Allemands introduiront également la notion d'Herausschuss, c'est-à-dire le fait d'endommager suffisamment un bombardier lourd ennemi au point de le faire sortir de sa formation pour qu'il avorte sa mission. Là, l'avion touché n'était pas abattu, mais le pilote vainqueur se voyait crédité d'une victoire à part entière complétée par un système de point pour l'obtention des décorations. Un bombardier pleinement abattu (Abschuss) valait par exemple 3 points, un endommagé (Herausschuss) 2 points, un achevé (Endgültige Vernichtung) 1 point. Dans les faits, beaucoup de bombardiers endommagés qui parvenaient à regagner la base l'étaient tellement qu'il finissaient souvent à la casse ou cannibalisés. Autrement dit, un Herausschuss équivalait souvent a posteriori à la destruction physique du bombardier.
Toujours pendant la guerre de 40, les alliés des forces de l'Axe (Slovaquie, Croatie et Espagne) se battaient souvent dans des escadrilles au sein même des unités allemandes. Les critères d'homologation furent donc les mêmes. Les pilotes finlandais, eux, ne comptaient que les victoires individuelles dans leurs palmarès et ne rajoutaient les victoires partagées qu’à titre indicatif,.

### Le système roumain
Il y eut peu de victoires partagées mais celles-ci étaient tout de même comptabilisées comme une victoire à part entière. En 1944, les Roumains élaborèrent aussi un système unique de points pour compter les victoires. Ainsi, un quadrimoteur abattu valait 3 points, un bimoteur 2 points et un monomoteur 1 point. Ceci afin de valoriser le type de victoires obtenues (un quadrimoteur demande en effet beaucoup plus de coups au but pour être abattu qu'un chasseur). Néanmoins aujourd'hui, les as roumains sont cités le plus souvent par ordre de leurs victoires et non par le nombre de point.

### Le système russe et soviétique
La comptabilisation des victoires en collaboration ne furent pas la même pendant les deux conflits mondiaux. En 14-18, deux vainqueurs sur un ennemi égale une victoire pour chacun. En 39-45 et la Guerre de Corée, les victoires partagées sont comptabilisées à titre indicatif, parfois même ajoutées aux scores individuels, mais toujours en précisant le nombre de victoires individuelles et le nombre de victoires partagées, parfois aussi les avions capturés ou forcés à atterrir. En ce qui concerne les homologations, un ou plusieurs témoins en vol sont nécessaires, complété par la cinémitrailleuse à partir de l'utilisation des jet dans les années 1950.

## Difficultés supplémentaires

### Facteurs humains
Il est certain que lors des combats aériens, il régnait souvent une certaine confusion surtout quand plusieurs dizaines, voire plusieurs centaines, d'appareils étaient impliqués. Plusieurs pilotes pouvaient tirer sur un même appareil sans s'en rendre compte et s'attribuer chacun de bonne foi une victoire,,. À l'inverse, dans la violence des combats, les résultats d'un tir réussi n'étaient pas systématiquement toujours observés.
Les duels aériens se déroulant à haute altitude étaient également moins propices pour confirmer une victoire que ceux se déroulant au niveau du sol. La couverture nuageuse ou le fait de ne pas voir l'ennemi s'écraser limitaient les confirmations. Au contraire, un aéronef abattu à basse altitude dans une zone bien déterminée pouvait être observé et retrouvé par des hommes sur le terrain.

### Surestimation
Dans tous les cas, quels que soient le conflit ou la nation participante, il y a eu surestimation des victoires revendiquées et même quelques cas de tricheries avérés : en août 1942, quatre pilotes d'une escadrille allemande (la 4./JG 27) revendiquèrent une soixantaine de victoires en tirant sur les dunes du sable nord-africain. La supercherie fut découverte et les pilotes mutés dans d'autres unités,,,.
Cependant et la plupart du temps, les pilotes de toutes nations étaient honnêtes. Ils tiraient sur l'ennemi, le voyaient s'écraser ou désemparer, et revendiquaient une victoire aérienne. Certains leaders et as confirmés endommageaient un appareil ennemi avant de laisser son ailier l'achever, ceci afin que ce dernier puisse acquérir confiance en lui,. D'autres au contraire se taillaient la part du lion en s'appropriant la majorité des victoires : l'ailier n'étant là que pour couvrir ses arrières et confirmer les victoires du leader,.

## Les aéronefs

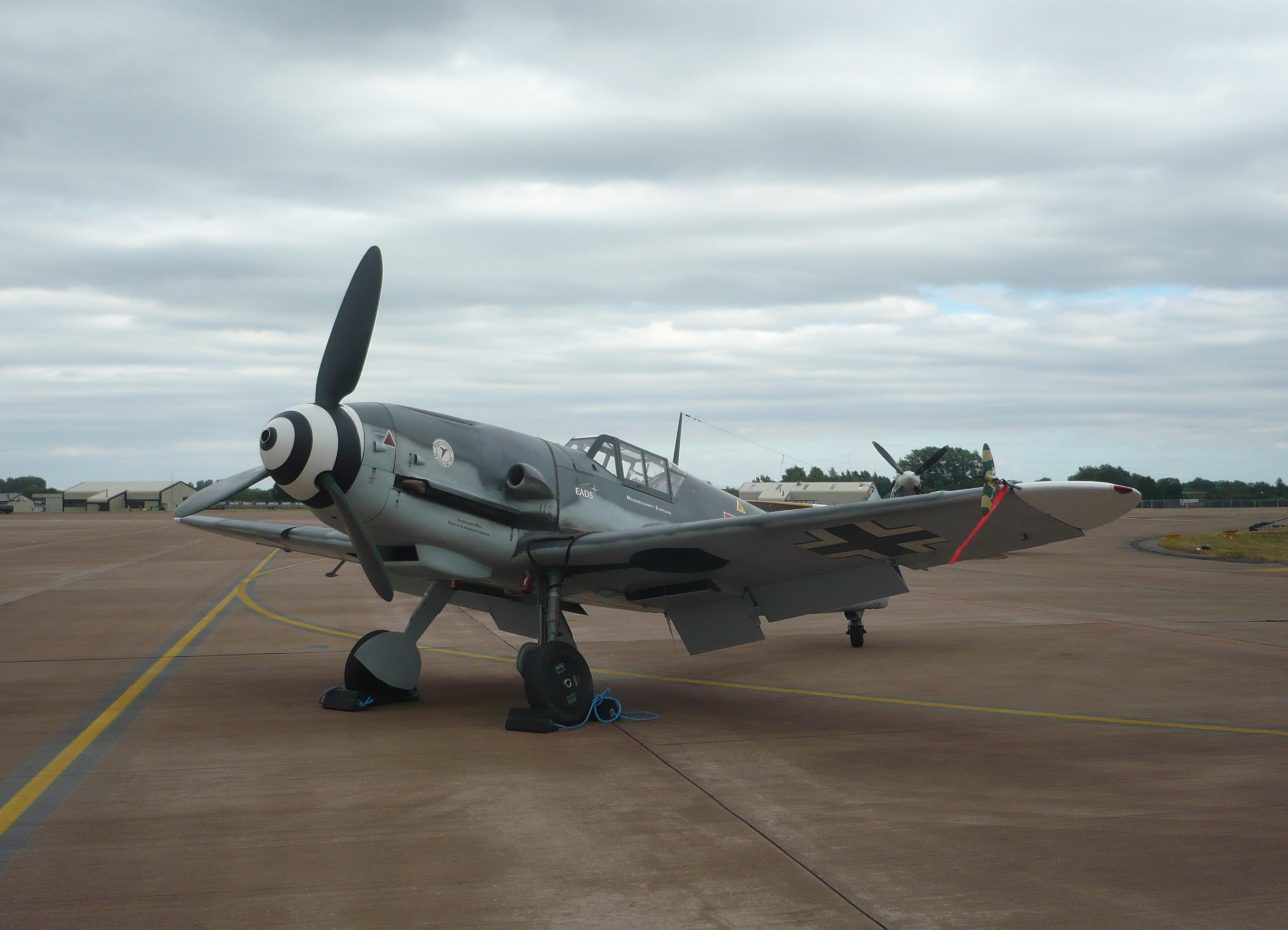
Me 109 (ici version G-4 restauré), le chasseur le plus victorieux en combat aérien.

Nombre d'appareils remportèrent des victoires aériennes. Ne sont cités ici que les plus célèbres ayant un palmarès élevé.
Durant la Première Guerre mondiale, les Français et leurs alliés utilisaient le Nieuport 11 « bébé » et le Nieuport 17 ainsi que le robuste SPAD dont les plus célèbres furent le SPAD S.VII et SPAD S.XIII. Les aviateurs allemands volaient sur chasseurs Albatros comme le modèle  D.III et toute la série du célèbre constructeur Anthony Fokker : le monoplan E.III, le triplan Dr.I et le D.VII pour ne citer qu'eux, ce dernier étant le meilleur chasseur de 14-18. Côté britanniques, les plus grands succès furent obtenus à bord du Sopwith Pup et Camel ainsi que le célèbre S.E.5.
Le petit biplan russe I-15 fut à l'honneur lors de la guerre d'Espagne et lors des multiples accrochages entre Russes et Japonais à la fin des années 1930. Ces derniers utilisaient le Ki-27, premier avion monoplan à ailes basses du Japon. En Espagne, les nationalistes italiens volaient eux sur Fiat CR.32.

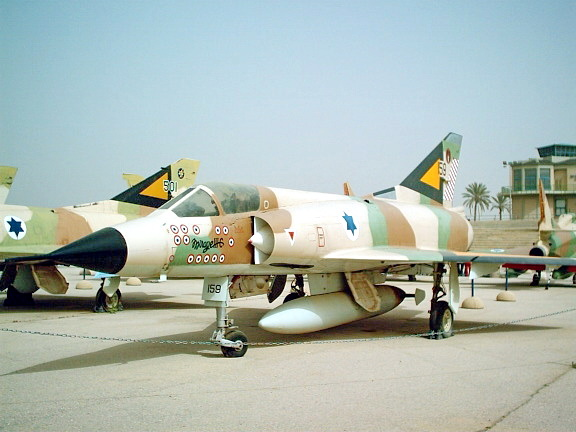
Mirage IIIC israélien réformé portant 13 marques de victoires.

Le MS 406 le H-75 et le D 520 furent les chasseurs français les plus victorieux lors de la bataille de France. Côté allemand, les Me 109, FW 190 et Me 110 tinrent assurément la dragée haute durant toute la guerre. Ils durent affronter outre-Manche le Hurricane anglais et surtout le célèbre Spitfire. Le P-40, malgré son infériorité, connaitra tout de même le succès aux mains des Britanniques en Afrique et chez les Américains en Chine.
Toutefois, les scores US les plus élevés seront obtenus sur P-38, P-47 et P-51 pour l'USAAF tandis qu'au petit F4F succéderont le F6F pour l'US Navy et le F4U pour l'US Marine Corps. L'armée impériale et la marine nippone utilisèrent majoritairement contre eux le Ki-43 Oscar et l'A6M Zéro déjà cités. Les Russes utilisèrent également un grand nombre d'appareils (I-16, I-153, MiG-3) mais les plus performants seront le La-5 (dérivé du LaGG-3), et surtout la série des Yakolev : Yak-1, Yak-7, Yak-9 (le plus utilisé), et le Yak-3 ultra maniable. Boudé par l'armée américaine, le P-39 sera pourtant néanmoins très victorieux aux mains des Russes. Outre le Me 109, la Finlande alliée de l'Allemagne utilisa efficacement le Fiat G.50 et surtout le Brewster B-239 avec des résultats spectaculaires.
Parmi les chasseurs à réaction les plus victorieux, on peut citer suivant les époques, le Me 262, le F-86 et le MiG-15 pour la première génération ; le MiG-21 et le Mirage III (seconde génération) ; le biplace F-4 Phantom II de McDonnell Douglas pour la troisième génération ; enfin le chasseur F-15 du même constructeur pour la quatrième génération.